# Nikita Bogoslovski
Nikita Bogoslovski (în rusă Никита Владимирович Богословский; n. 9/22 mai 1913, Sankt Petersburg, Imperiul Rus – d. 4 aprilie 2004, Moscova, Rusia) a fost un compozitor rus.